# Aphodopsammobius zietzi
Aphodopsammobius zietzi är en skalbaggsart som beskrevs av Blackburn 1895. Aphodopsammobius zietzi ingår i släktet Aphodopsammobius och familjen Aphodiidae. Inga underarter finns listade i Catalogue of Life.